# Fernanda González
María Fernanda González Ramírez (25 d'abril de 1990) és una atleta olímpica mexicana que té el rècord del seu país en natació estil esquena. Va nedar per a Mèxic als Jocs Olímpics del 2008.
Al març del 2012, González va ser la primera a qualificar en natació en representació de Mèxic per a les Olimpíades del 2012.

## Carrera
Al març del 2008, González té els records mexicans en natació de pit de llarga distància (50m) 50, 100 i 200 braces, així com en el de curta distància (25m) 100 i 200 braces.
En els Jocs Centreamericans i del Carib del 2006, va establir els records dels jocs en guanyar ls proves de 50 i 100 braces (30.61 i 1:04.28). En l'estil d'esquena 100, González també va millorar el rècord de 20 anys establert per Silvia Poll de Costa Rica (1:04.43) als Jocs Centreamericans de 1986.